# Kálnoky József
Köröspataki gróf Kálnoky József (1719 – Miklósvár, 1798) jeles katona, diplomata, a nemes Kálnoky család tagja.

## Élete
Köröspataki gróf Kálnoky Ádám főkapitány (1683-1719) és Maria Anna Mamucca della Torre grófnő hetedik gyermeke. A mai Romániában nevelkedett, katonának állt. A török háborúk idején a bojárok között összeesküvést szervezett, aminek az volt a célja, hogy Törökországtól szakadjon el Havasalföld és Moldova, majd csatolják ezeket az Ausztriához. Erre az osztrák korona kérésére vállalkozott. Ez a terv azonban kiszivárgott, Kálnoky ellen halálos ítéletet adtak ki, aminek a végrehajtása elől ő maga Erdélybe menekült. Itt politizálni kezdett, majd ki is nevezték táblai ülnökké, de a felkérést visszautasította. Miklósváron érte utol a halál.

## Családja
1781-ben feleségül vette ürmösi Maurer Júliát (1758-1840), aki három gyermeket szült neki:
- Ádám (1784-1820), felesége: Tkalecz Katalin (1796-1875)
- Mária, férje: csikszentmihályi és csikszentdomonkosi Sándor Mihály
- Éva, első férje: sepsiszentiványi Henter Ferenc; második férje: László Gergely